# Aeroportul Klagenfurt
Aeroportul Klagenfurt (IATA: KLU, ICAO: LOWK) este un aeroport din Klagenfurt am Wörthersee, Carintia, Austria ce deservește zona Klagenfurt am Wörthersee. Aeroportul a fost tranzitat în 2023 de 153.536 de pasageri. A fost deschis în 1925 și numit după zona deservită.
Situat la o altitudine de 449 m, aeroportul dispune de 2 piste.

## Infrastructură

### Piste
Aeroportul dispune de 2 piste. Pista 10L/28R are suprafața de asfalt și dimensiunile 2.720 m × 45 m. Pista 10R/28L are suprafața de Iarbă și dimensiunile 710 m × 25 m. 